# Gemeinderatswahl in St. Pölten 2016
Die Gemeinderatswahl 2016 fand am 17. April 2016 statt und war die 15. reguläre Gemeinderatswahl in St. Pölten nach Kriegsende. Die 45.545 Wahlberechtigten hatten die Wahl aus sieben Parteien und Listen, die SPÖ unter Matthias Stadler konnte die absolute Mehrheit ausbauen.

## Ausgangslage
Zu den Gemeinderatswahlen am 3. Juli 2011 traten neben den vier im Gemeinderat vertretenen Parteien Sozialdemokratische Partei Österreichs (SPÖ), Österreichische Volkspartei (ÖVP), Die Grünen – Die Grüne Alternative (GRÜNE) und Freiheitliche Partei Österreichs (FPÖ) drei weitere Listen an. Diese waren die Bürgerliste Für St. Pölten (FSP), die Unabhängige Bürgerplattform Wir für St. Pölten (WIR) sowie die Christliche Partei Österreichs (CPÖ).
Bei der Wahl konnte die SPÖ, trotz Verlusten, die absolute Mehrheit halten. Während die ÖVP leicht gewann, konnte die FPÖ deutlich zulegen. Die Grünen mussten starke Verluste in Kauf nehmen, die anderen drei Listen und Parteien scheiterten an einem Einzug in den Gemeinderat.
Bei der konstituierenden Gemeinderatssitzung am 1. August 2011 wurde Matthias Stadler erneut zum Bürgermeister gewählt, Vizebürgermeister wurden Susanne Kysela (SPÖ) und Matthias Adl (ÖVP). In den Stadtsenat wurden acht Mitglieder der SPÖ, vier der ÖVP und eines der FPÖ gewählt.
Per Ende Februar 2012 trat Kysela von allen politischen Ämtern zurück, ihr folgte Franz Gunacker als erster Vizebürgermeister.

## Wahlverlauf

### Wahltermin
Mitte Jänner gab Bürgermeister Stadler mittels Pressemitteilung und YouTube-Video bekannt, dass die Wahl am 17. April stattfinden werde, der einstimmige Gemeinderatsbeschluss zur Festlegung des Termins erfolgte am 18. Jänner. Da der Wahltermin 2011 in den Juli gefallen war, wurde dieser Wahltermin als sehr früh wahrgenommen, was mit einem kürzeren und somit günstigerem Wahlkampf argumentiert wurde.
Aufgrund des Wahltermins eine Woche vor der Bundespräsidentenwahl 2016 wurde öffentlich über eine Zusammenlegung diskutiert, aufgrund gesetzlicher Bestimmungen (§ 26 Bundespräsidentenwahlgesetz 1971) war dies allerdings nicht möglich.

### Wahlwerbende Parteien
Zu den Gemeinderatswahlen traten neben den vier im Gemeinderat vertretenen Parteien Sozialdemokratische Partei Österreichs (SPÖ), Österreichische Volkspartei (ÖVP), Freiheitliche Partei Österreichs (FPÖ) und Die Grünen – Die Grüne Alternative (GRÜNE) drei weitere Listen an. Diese waren die NEOS – Das Neue Österreich (NEOS), die Bürgerliste Überparteiliches St. Pölten (BLÜH) sowie dieKühnen.jetzt (jetzt).
Die FSP und die Liste WIR traten nicht mehr zur Wahl an. Die Christliche Partei Österreichs (CPÖ) und die Kommunistische Partei Österreichs (KPÖ) traten trotz entsprechenden Plänen nicht zur Wahl an.

#### Bürgermeister Matthias Stadler – SPÖ (SPÖ)

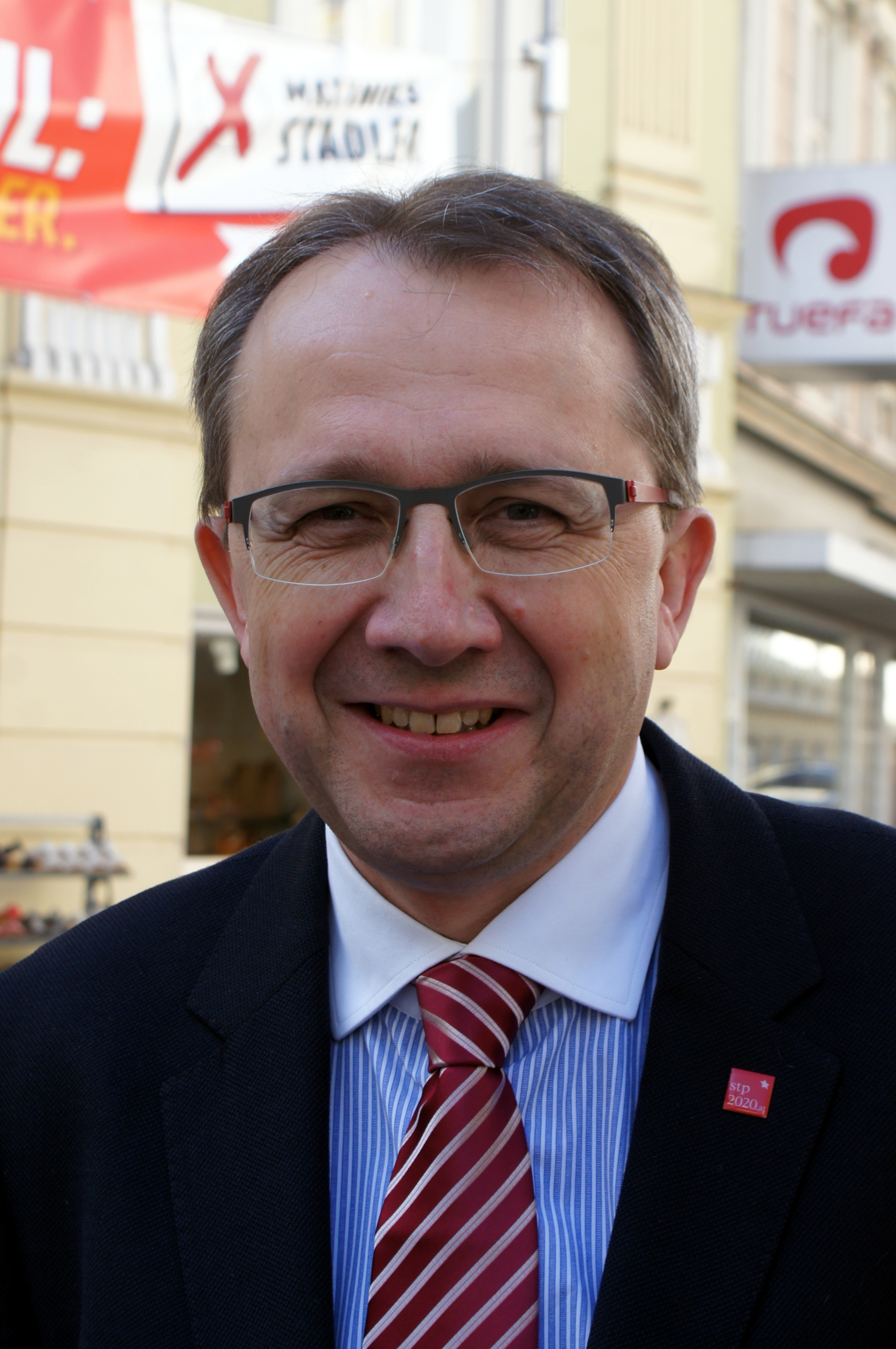
Matthias Stadler (SPÖ)

Die Liste Bürgermeister Matthias Stadler – SPÖ (SPÖ) trat, wie schon bei den letzten beiden Wahlen, unter Matthias Stadler an und setzte vor allem auf den Amtsbonus des Bürgermeisters. So konzentrierte sich der Wahlkampf auch auf Stadler, es wurde neben der Stadthomepage der SPÖ eine eigene Homepage matthiasstadler.at bzw. matthias-stadler.at und eine Facebookgruppe Matthias Stadler eingerichtet. Der Name der antretenden Liste war auf den Bürgermeister zugeschnitten, auf den Wahlplakaten fehlte jeglicher Hinweis auf die SPÖ. Stadler wurde Ende Februar mit 97,4 % der Abgeordnetenstimmen zum Spitzenkandidaten der SPÖ gewählt, als Wahlziel gab er das Erreichen der absoluten Mehrheit und einen Stimmenzuwachs an.
Die Kandidatenliste der SPÖ bestand aus 84 Personen, von denen 56 Prozent Frauen waren. Die ersten 12 Listenpositionen wurden abwechselnd auf männliche und weibliche Kandidaten aufgeteilt. Die ursprünglich vorgestellte Kandidatin und Jakob-Prandtauer-Preisträgerin Mimi Wunderer gab bald ihren Rückzug aus gesundheitlichen Gründen bekannt.
Ende März gab die SPÖ die Kernthemen des Wahlkampfes bekannt, Stadler wollte sich auf die Themen „Sicherheit, Arbeit, Bildung, Leben, Soziales und Verkehr“ konzentrieren. So forderte Stadler neben dem bereits geplanten Wachzimmer am Bahnhof mindestens 20 zusätzliche Polizisten für St. Pölten, zudem werden Gespräche über eine Polizeischule am Europaplatz geführt. Zum Thema Verkehr sprach sich Stadler für eine Zweckwidmung der Mineralölsteuer aus, damit soll ein Jahresticket im Verkehrsverbund Ost-Region um 186 Euro finanziert werden, zudem sei in der laufenden Ausschreibung für den LUP die testweise Erweiterung mit drei Linien am Sonn- und Feiertag enthalten.
Ende März stellte Stadler gemeinsam mit René Pfister die Forderung nach einem Schnellbahnkonzept für den niederösterreichischen Zentralraum mit Drehscheibe St. Pölten vor.

#### Volkspartei St. Pölten – Liste Matthias Adl (VP)

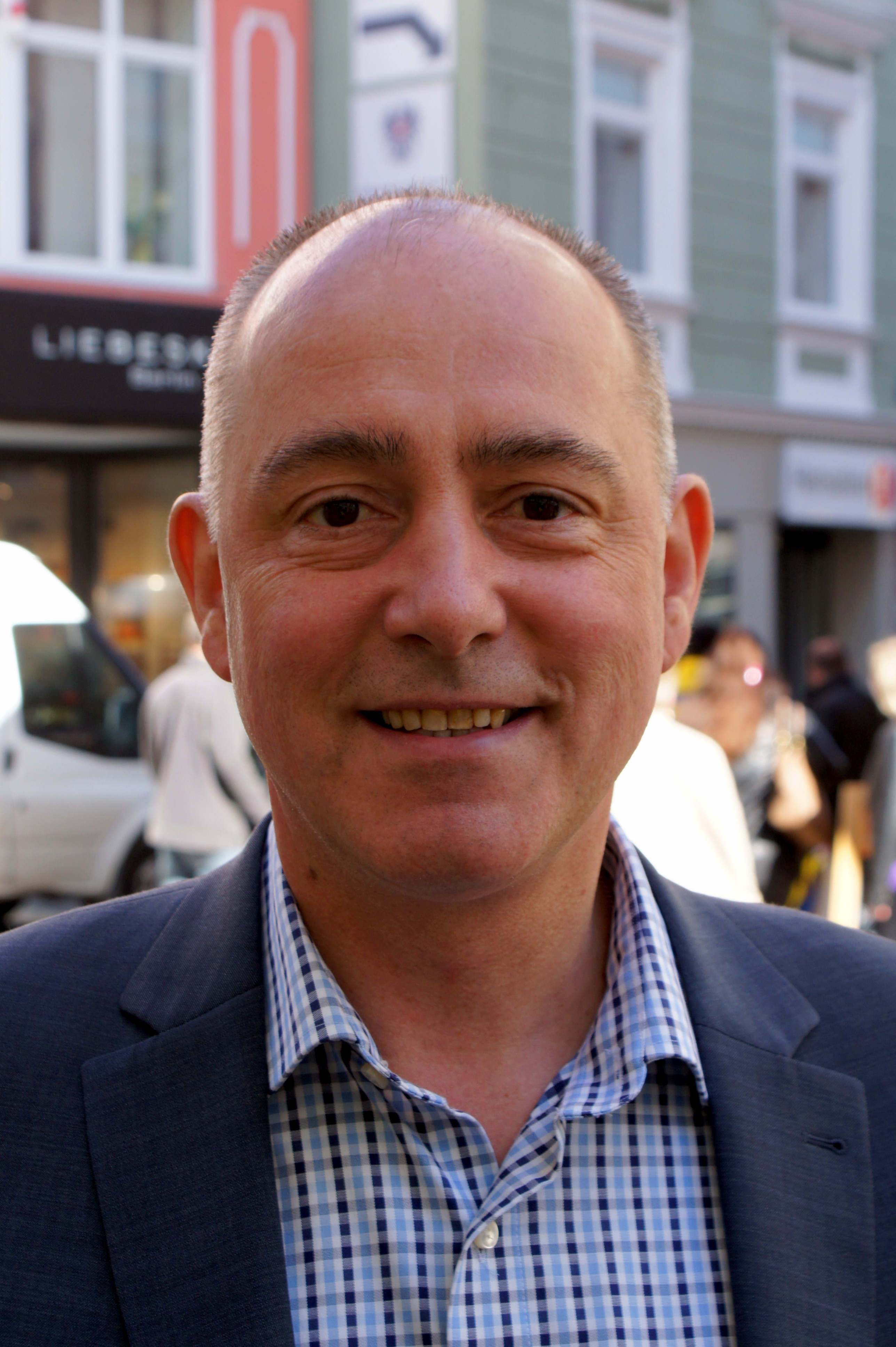
Matthias Adl (ÖVP)

Die Österreichische Volkspartei (ÖVP) trat mit Matthias Adl als Spitzenkandidaten an. Die erreichten Mandate werden nach der Anzahl der Vorzugsstimmen vergeben, Ausnahmen neben dem Spitzenkandidaten bilden zwei vom Stadtparteivorstand ausgewählte Mandatare. Die Reihung der 84 Kandidaten auf dem Stimmzettel erfolgte alphabetisch, 32 % der Kandidaten waren Frauen. Minimalziel der Partei war das Ergebnis der Wahl 2011 zu halten oder zu verbessern. Der Wahlkampf konzentrierte sich stark auf die Person Matthias Adl, so ist die Homepage der ÖVP St. Pölten matthias-adl.at, ebenso besteht eine Facebookgruppe auf seinen Namen. Die ÖVP gab an, ihren Wahlkampf am 30. März starten zu wollen. Anfang März wurde die erste Plakatwelle gestartet.
Der ÖVP-Wahlkampf lief unter dem Titel „St. Pölten – da geht mehr“, Zentrale Themen waren der Erhalt von Parkflächen am Domplatz, ein 200-Euro-Jahresticket für den Stadtbus LUP sowie Erhaltung von Grünflächen, allen voran dem Sonnenpark. Der Wirtschaftsbund präsentierte im März seine Forderungen. Neben einem „multifunktionalen Domplatz mit Parkplätzen, Wochenmarkt und genügend Raum für kirchliche und weltliche Veranstaltungen“, Vereinfachungen für Betriebsansiedlungen und einem Wirtschafts- und Forschungspark ist der Tourismus ein zentrales Thema. So wünschte die VP ein modernes Veranstaltungs- und Kongresszentrum und wollte das „suboptimale Image“ St. Pöltens aufpolieren.

#### Freiheitliche Partei Österreichs (FPÖ)

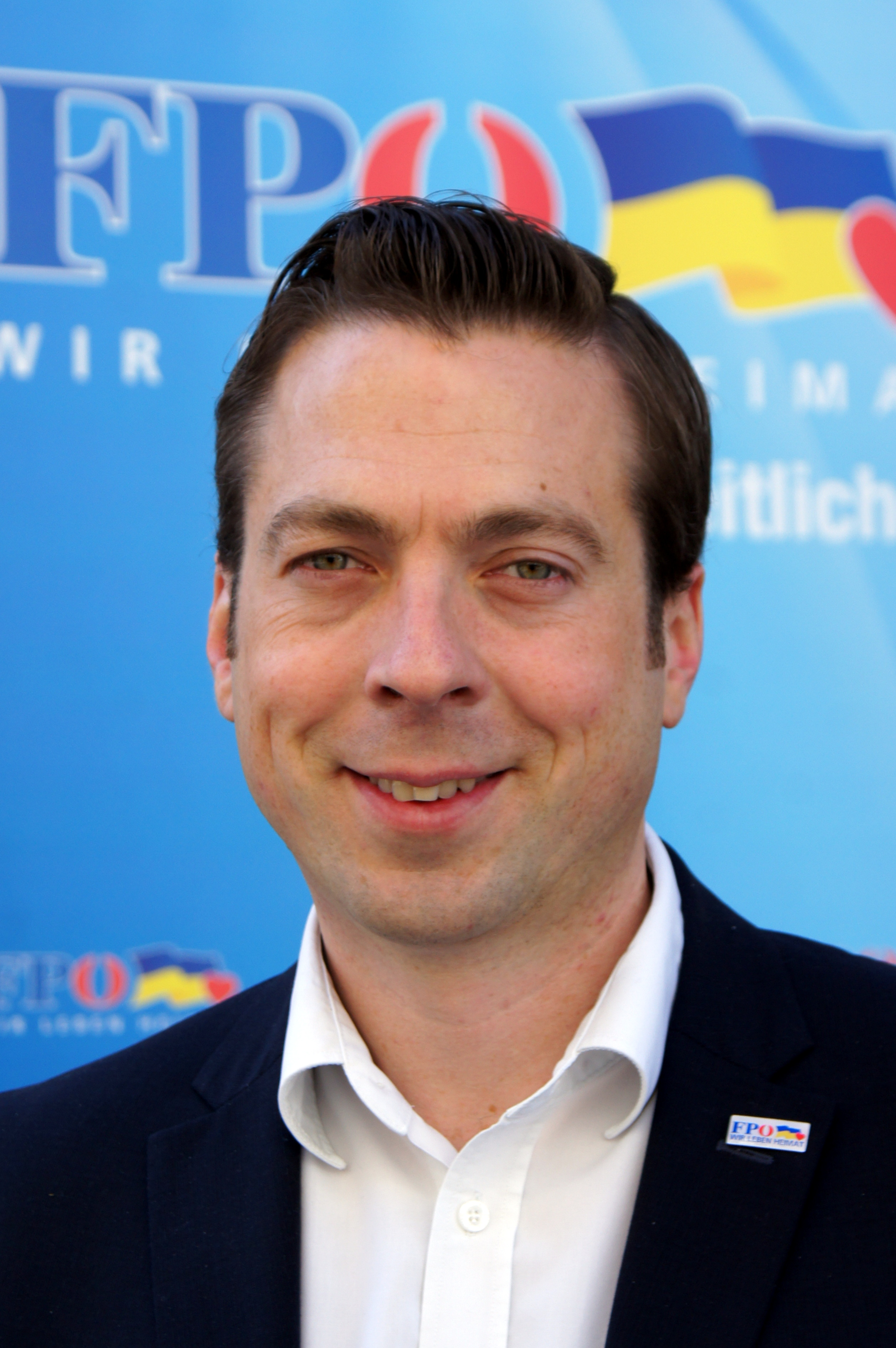
Klaus Otzelberger (FPÖ)

Die Freiheitliche Partei Österreichs (FPÖ) trat unter dem Spitzenkandidaten Klaus Otzelberger an. Der Spitzenkandidat von 2011, Hermann Nonner, gab im März bekannt anstatt für die FPÖ für die Liste BLÜH als Listenzweiter anzutreten. Der 2011 an zweiter Stelle gelistete Peter Sommerauer war bei der Wahl zwar am Wahlvorschlag, auf eigenen Wunsch aber als 36. und somit letzter Stelle. Als Wahlziel gab die FPÖ das „historisch beste Ergebnis“ an, also über dem Ergebnis der Gemeinderatswahl 1997 von 12,7 Prozent.
Das zentrale Wahlthema der FPÖ war das Thema Flüchtlingskrise und ihre Folgen, so war der Slogan „Unsere Werte, unsere Regeln. Wir St. Pöltner bestimmen“. Weiters stand die FPÖ für Parkplätze am Domplatz, wünschte einen Eislaufplatz am Rathausplatz sowie geringere Bezüge für Stadtpolitiker. Beim Wahlkampfauftakt im März 2016 forderte Otzelberger Stadler zum sofortigen Rücktritt auf, Anfang April strebte Otzelberger eine Rot-Blaue Koalition an. Kurz vor der Wahl erhielt Otzelberger eine Morddrohung von Unbekannten.

#### Die Grünen (Grüne)

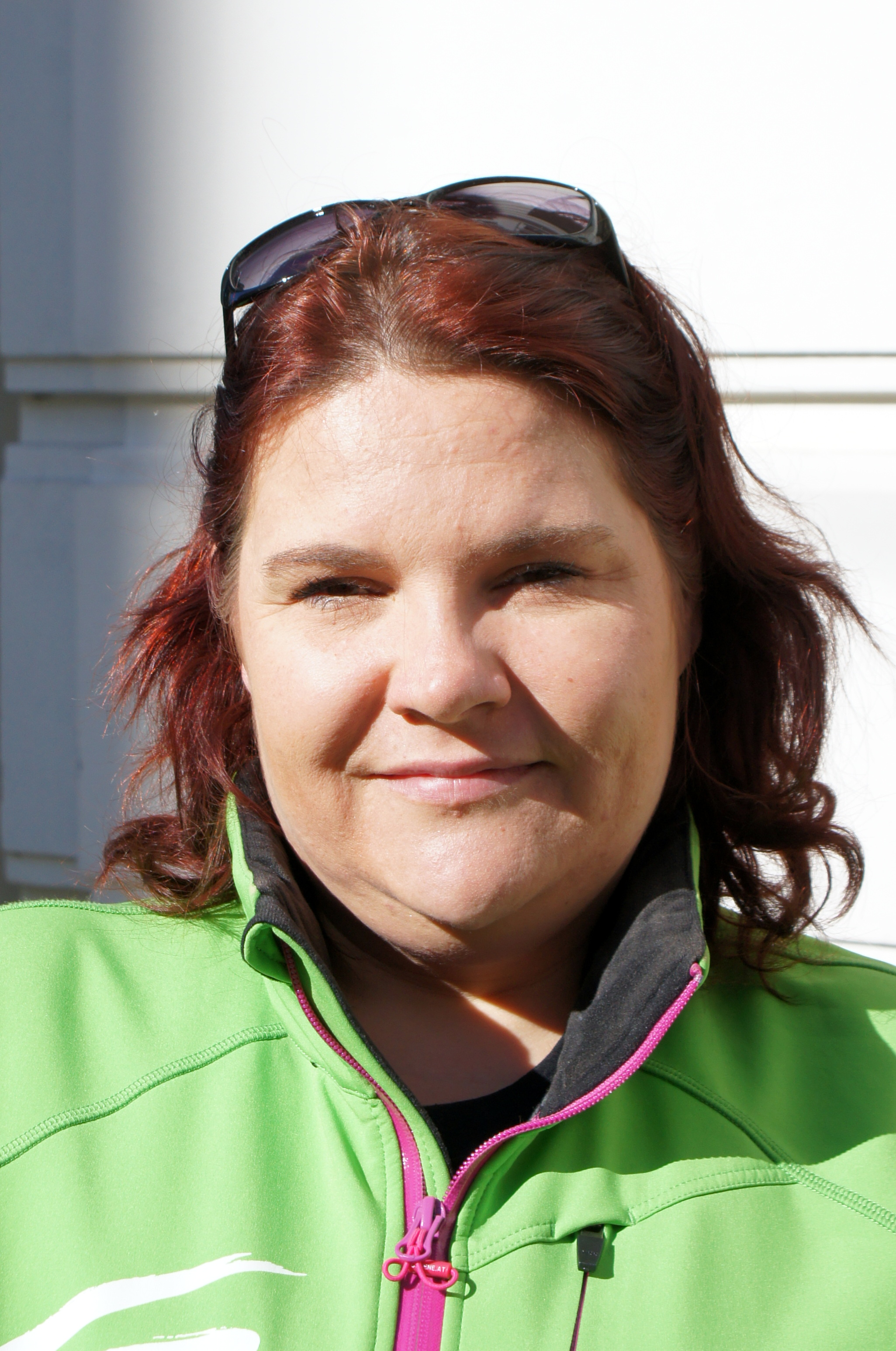
Nicole Buschenreiter (Grüne)

Die Liste Die Grünen (Grüne) trat erstmals unter Nicole Buschenreiter an, Wahlziel war ein drittes Gemeinderatsmandat. Die Partei betonte keinen Wahlkampf zu betreiben, sondern ein Wahlengagement.
Inhaltlich forderten die Grünen einen parkplatzfreien Domplatz, mehr Transparenz bei den Stadtfinanzen und einen Baustopp für alle mit der Traisental Schnellstraße (S34) in Verbindung stehenden Projekte. Die jungen Grünen stellten Ende März ihr Programm vor, Kernthemen waren der Ausbau des öffentlichen Verkehrs, Erhalt des Sonnenparks sowie die Umgestaltung des Rathausplatzes.

#### NEOS – Das Neue Österreich (NEOS)

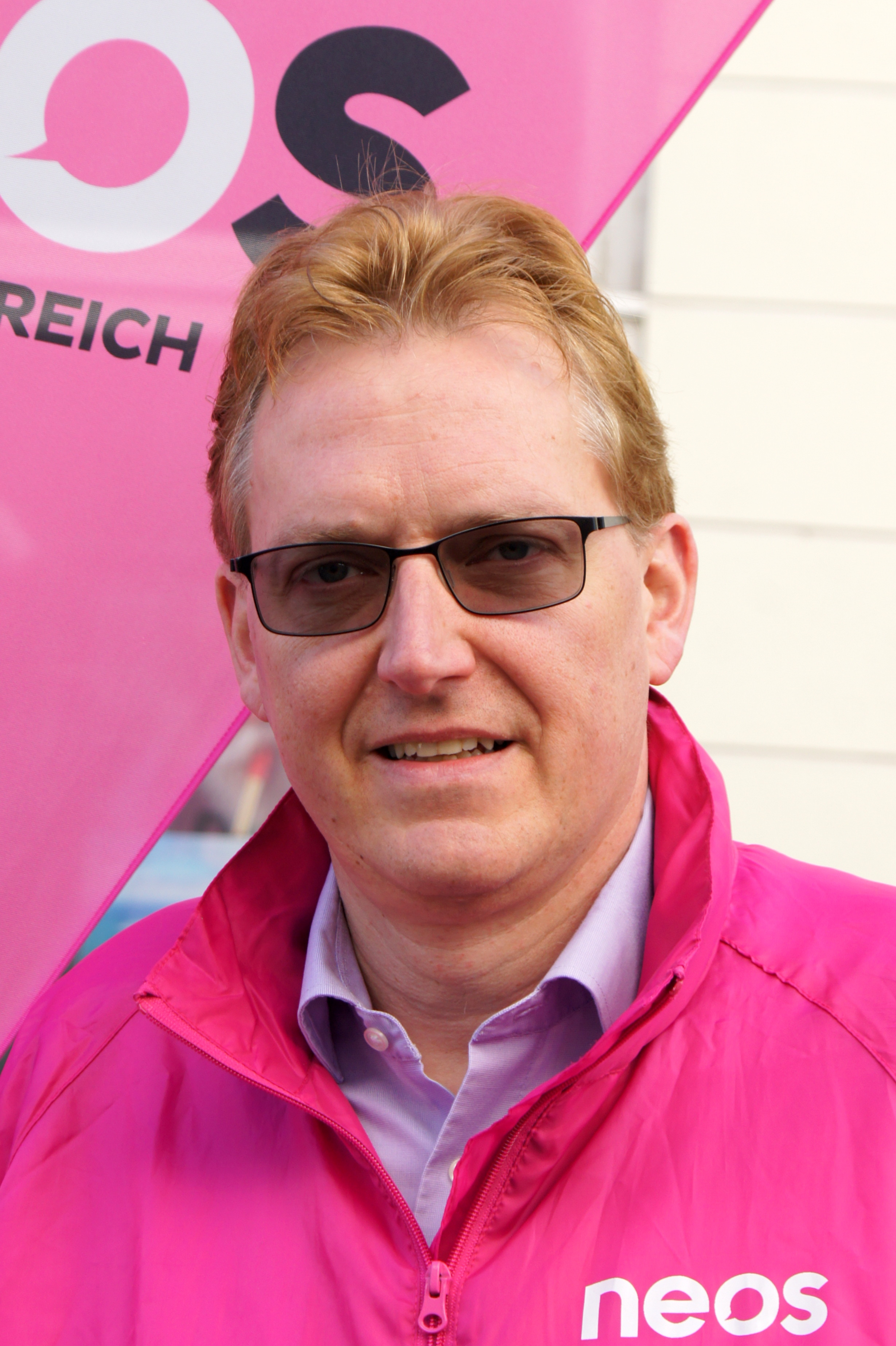
Wolfgang Grabensteiner (NEOS)

Die NEOS – Das Neue Österreich (NEOS) traten unter Spitzenkandidat Wolfgang Grabensteiner an. Neben Grabensteiner waren vier weitere Personen auf der Kandidatenliste, die in einem dreistufigen Prozess bestimmt wurden.
Schon 2015 gaben NEOS – Das Neue Österreich (NEOS) als deklariertes Ziel den Einzug in den Gemeinderat sowie das Brechen der Absoluten SPÖ-Mehrheit als Ziel an. Weitere Themen waren die Gestaltung des Domplatzes („Marktplatz statt Parkplatz“) sowie ein in der Stadtverfassung festgeschriebenes Spekulationsverbot für Steuergeld. Zudem kritisierten die NEOS das Bestehen von elf nicht amtsführenden Stadträten. Weitere Themen veröffentlichte die Partei in einen 9½-Punkte-Gemeinderatswahlprogramm mit dem Titel Unser Plan für St. Pölten 2016 auf der Parteihomepage.

#### Bürgerliste Überparteiliches St. Pölten (BLÜH)
Die Liste BLÜH trat unter dem Spitzenkandidaten Mario Wailzer an, weitere acht Kandidaten standen zur Wahl. Von den antretenden Kandidaten war Wailzer mit 25 Jahren der jüngste, sein Großvater mit 79 der älteste. Nachdem Hermann Nonner im Jänner „zu 80 Prozent“ mit einem Nichtantritt rechnete gab er im März bekannt anstatt für die FPÖ für die Liste BLÜH als Listenzweiter anzutreten.
Als Ziel nannte die Liste, wie die Herzogenburger Partnerliste gleichen Namens, einen Einzug in den Gemeinderat. Wahlkampfthemen waren ein Sonntagsbetrieb des Stadtbusses LUP sowie günstigere Jahrestickets dafür und mehr Hundeauslaufzonen mit Trinkbrunnen.

#### dieKühnen.jetzt (jetzt)
Die Liste dieKühnen.jetzt (jetzt) besteht im Kern aus ehemaligen Mitgliedern der St. Pöltner Grünen und gab ihren Antritt Ende Februar bekannt. Die Liste unter Spitzenkandidat Walter Heimerl bezeichnete sich als „das politische Start-Up für kühne BürgerInnen“, Kernthema war ein Bürgerrat, bei dem jedem Bürger ein Einbringen möglich ist.

### Umfrage und Analyse
Knapp zwei Monate vor der Wahl wurde von der NÖN eine erste Umfrage von Public Opinion Strategies veröffentlicht. Zu diesem Zeitpunkt gaben die befragten der SPÖ und der ÖVP innerhalb der Schwankungsbreite ähnliche Zustimmungswerte wie bei der Wahl 2011, die FPÖ erhielt höhere Werte während die Grünen geringere Umfragewerte erhielten. Die NEOS würden laut dieser Umfrage nicht in den Gemeinderat einziehen. Bei derselben Befragung wurden die Personen nach der, hypothetischen, Bürgermeisterdirektwahl befragt. 63 % der Befragten gaben an, sie würden Stadler wählen, 10 % Adl und 4 % Otzelberger.
| Umfrage                                           | SPÖ         | ÖVP         | FPÖ         | Grüne      | NEOS       |
| ------------------------------------------------- | ----------- | ----------- | ----------- | ---------- | ---------- |
| Gemeinderatswahl 2011                             | 57 %        | 25 %        | 11 %        | 5 %        | –          |
| Public Opinion Strategies / NÖN, 16. Februar 2016 | 55 % (±4 %) | 23 % (±4 %) | 16 % (±3 %) | 4 % (±2 %) | 1 % (±1 %) |

Kurz vor der Wahl analysierte Peter Filzmaier für den Kurier die Wahl. Filzmaier sah den Erhalt der SPÖ-Mehrheit für wahrscheinlich. Das Problem der ÖVP sei das Fehlen von „politischen Schwergewichte[n]“. Das Wahlziel der FPÖ eines historisch besten Ergebnisses sei sehr niedrig gesteckt, da die knapp 13 % von 1997 „in jeder Stadt möglich bis wahrscheinlich“ wären. Zu den Grünen sagte Filzmaier, dass von der Spitzenkandidatin im Wahlkampf wenig zu hören und die Partei zersplittert sei.

## Wahlergebnis

Sitzverteilung in Gemeinderat und Stadtsenat nach der Wahl

Bei der Wahl am 17. April 2016 konnte die SPÖ mit Gewinnen die absolute Mehrheit halten. Während die ÖVP stark verlor, konnte die FPÖ deutlich zulegen. Die Grünen mussten starke Verluste in Kauf nehmen, die anderen drei Listen und Parteien scheiterten an einem Einzug in den Gemeinderat. Die meisten Vorzugsstimmen erhielt Matthias Stadler (SPÖ) mit 3.703, danach folgte Ali Firat (SPÖ) mit 923 Stimmen und Klaus Otzelberger (FPÖ) mit 687 Stimmen. Matthias Adl (ÖVP) erreichte 471 Vorzugsstimmen, Nicole Buschenreiter (Grüne) 30.
|                    | Ergebnisse 2016  | Ergebnisse 2016  | Ergebnisse 2016  | Ergebnisse 2011  | Ergebnisse 2011  | Ergebnisse 2011  | Differenzen      | Differenzen      | Differenzen      |
| ------------------ | ---------------- | ---------------- | ---------------- | ---------------- | ---------------- | ---------------- | ---------------- | ---------------- | ---------------- |
| Stimmen            | %                | Mand.            | Stimmen          | %                | Mand.            | Stimmen          | %                | Mand.            |                  |
| Wahlberechtigte    | 45.545           |                  |                  | 44.501           |                  |                  | +1.044           |                  |                  |
| Abgegebene Stimmen | 28.974           | 63,6 %           |                  | 25.816           | 58,0 %           |                  | + 3.158          | + 5,6 %          |                  |
| ungültige Stimmen  | 365              | 1,3 %            |                  | 523              | 2,0 %            |                  | - 158            | - 0,7 %          |                  |
| gültige Stimmen    | 28.609           | 98,7 %           |                  | 25.293           | 98,0 %           |                  | + 3.316          | + 0,7 %          |                  |
| Partei             |                  |                  |                  |                  |                  |                  |                  |                  |                  |
| SPÖ                | 16.880           | 59,0 %           | 26               | 14.357           | 56,8 %           | 25               | + 2.523          | + 2,2 %          | + 1              |
| ÖVP                | 5.798            | 20,3 %           | 9                | 6.396            | 25,3 %           | 11               | - 598            | - 5,0 %          | - 2              |
| FPÖ                | 4.205            | 14,7 %           | 6                | 2.708            | 10,7 %           | 4                | + 1.496          | + 4,0 %          | + 2              |
| Grüne              | 785              | 2,7 %            | 1                | 1.235            | 4,9 %            | 2                | - 450            | - 2,2 %          | - 1              |
| NEOS               | 448              | 1,6 %            | 0                | nicht kandidiert | nicht kandidiert | nicht kandidiert | nicht kandidiert | nicht kandidiert | nicht kandidiert |
| BLÜH               | 137              | 0,5 %            | 0                | nicht kandidiert | nicht kandidiert | nicht kandidiert | nicht kandidiert | nicht kandidiert | nicht kandidiert |
| jetzt              | 356              | 1,2 %            | 0                | nicht kandidiert | nicht kandidiert | nicht kandidiert | nicht kandidiert | nicht kandidiert | nicht kandidiert |
| CPÖ                | nicht kandidiert | nicht kandidiert | nicht kandidiert | 123              | 0,5 %            | 0                | nicht kandidiert | nicht kandidiert | nicht kandidiert |
| WIR                | nicht kandidiert | nicht kandidiert | nicht kandidiert | 299              | 1,2 %            | 0                | nicht kandidiert | nicht kandidiert | nicht kandidiert |
| FSP                | nicht kandidiert | nicht kandidiert | nicht kandidiert | 175              | 0,7 %            | 0                | nicht kandidiert | nicht kandidiert | nicht kandidiert |
| Gesamt             | 28.609           | 100,0 %          | 42               | 25.293           | 100,0 %          | 42               | ± 0              | ± 0              | ± 0              |

## Auswirkungen
Noch am Wahlabend kündigte die Spitzenkandidatin der Grünen Nicole Buschenreiter ihren Rücktritt an.
Bei der konstituierenden Gemeinderatssitzung am 12. Mai 2016 wurde Matthias Stadler erneut zum Bürgermeister gewählt, Vizebürgermeister wurden Franz Gunacker (SPÖ) und Matthias Adl (ÖVP). In den Stadtsenat wurden acht Mitglieder der SPÖ, drei der ÖVP und zwei der FPÖ gewählt. In der gleichen Sitzung wurde auch die Besetzung der Ausschüsse beschlossen, deren Anzahl von zehn auf acht verringert wurde. Davon führt die SPÖ fünf anstatt sechs, die ÖVP statt drei einen. Die FPÖ führen wie in der letzten Periode einen Ausschuss, die Grünen führen erstmals einen Ausschuss.